# Torrance (Kalifornia)
Torrance város az USA Kalifornia államában, Los Angeles megyében. Lakosainak száma 147 067 fő (2020. április 1.).

## Népesség
A település népességének változása:

| 2010 | 145 438 |
| 2020 | 147 067 |